# هلیامفرا کوچک
هلیامفرا کوچک (نام علمی: Heliamphora minor) نام یک گونه از رده دولپه‌ای‌ها است.